# Stephen Kerho
Stephen Kerho, född 24 mars 1964, är en friidrottare från Kanada. Han deltog vid olympiska sommarspelen 1988.